# Palazzo Chigi-Saracini

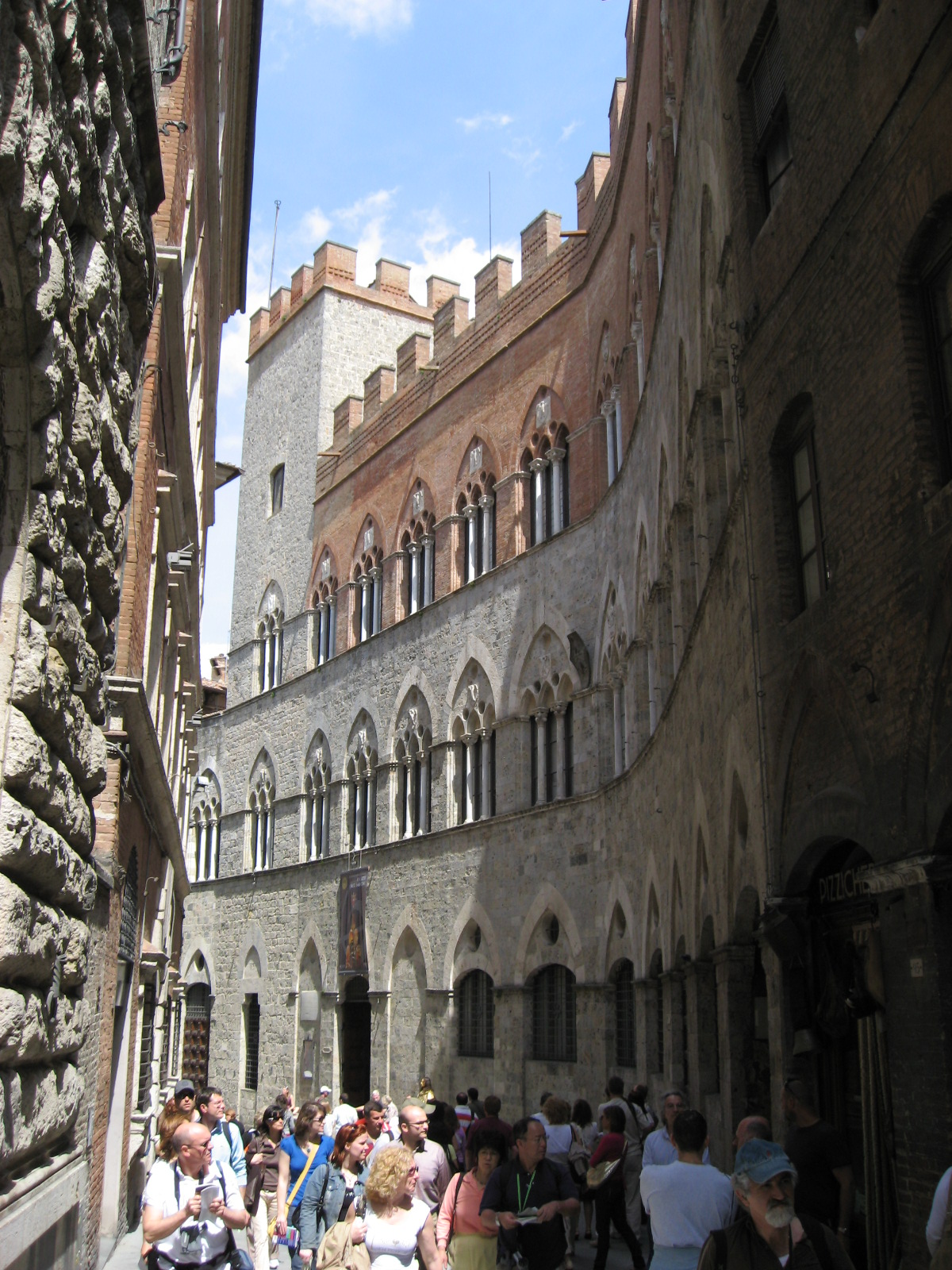
Palazzo Chigi-Saracini.

Het Palazzo Chigi-Saracini is een stadspaleis uit de veertiende eeuw in Siena. Het wordt gebruikt door de Accademia Musicale Chigiana en het huisvest nog steeds de belangrijke kunstcollectie Chigi-Saracini. Het palazzo Chigi-Saracini is gelegen aan de Via di Città.

## Historie

### Marescotti

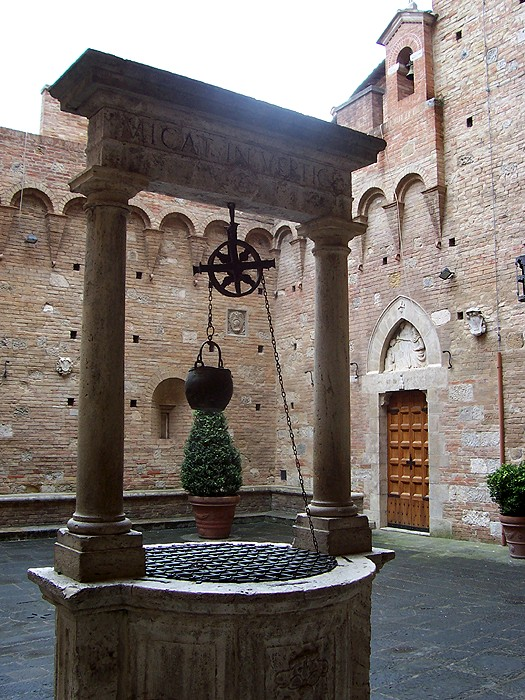
Palazzo Chigi Saracini, waterput op de binnenplaats

In het midden van de 12e eeuw werd op de plaats waar het palazzo zich vandaag bevindt, een donjon gebouwd door de machtige Ghibelijnse Marescotti familie. De originele woontoren is nog steeds te zien naast het palazzo. Het originele gebouw werd stelselmatig vergroot door toevoeging van aanliggende gebouwen, in de eerste helft van de veertiende eeuw had het zijn huidige grootte. In de periode voor de bouw van het Palazzo Pubblico (in 1297-1310) was de zetel van de regentenraad van de Republiek Siena in het palazzo gevestigd. Het huidige gebouw heeft twee verdiepingen, de gevel van het gelijkvloers is in natuursteen die van de tweede verdieping in baksteen. Beiden hebben een reeks trifora’s voor de verlichting.

### Piccolomini
De Piccolomini del Mandolo familie, een van de oudste familie-dynastieën van Siena, kocht het gebouw in 1506 en liet het verbouwen in de toenmalige nieuwe renaissance stijl. Zij zorgden voor de decoratie van de loggia’s aan de binnenplaats in Rafaëliaanse-stijl. Ook de gehistoriseerde friezen en de fresco’s in de binnenruimtes, waarvan er enkele nog zichtbaar zijn in de kamers, werden in opdracht van de Piccolomini gemaakt.

### Saracini

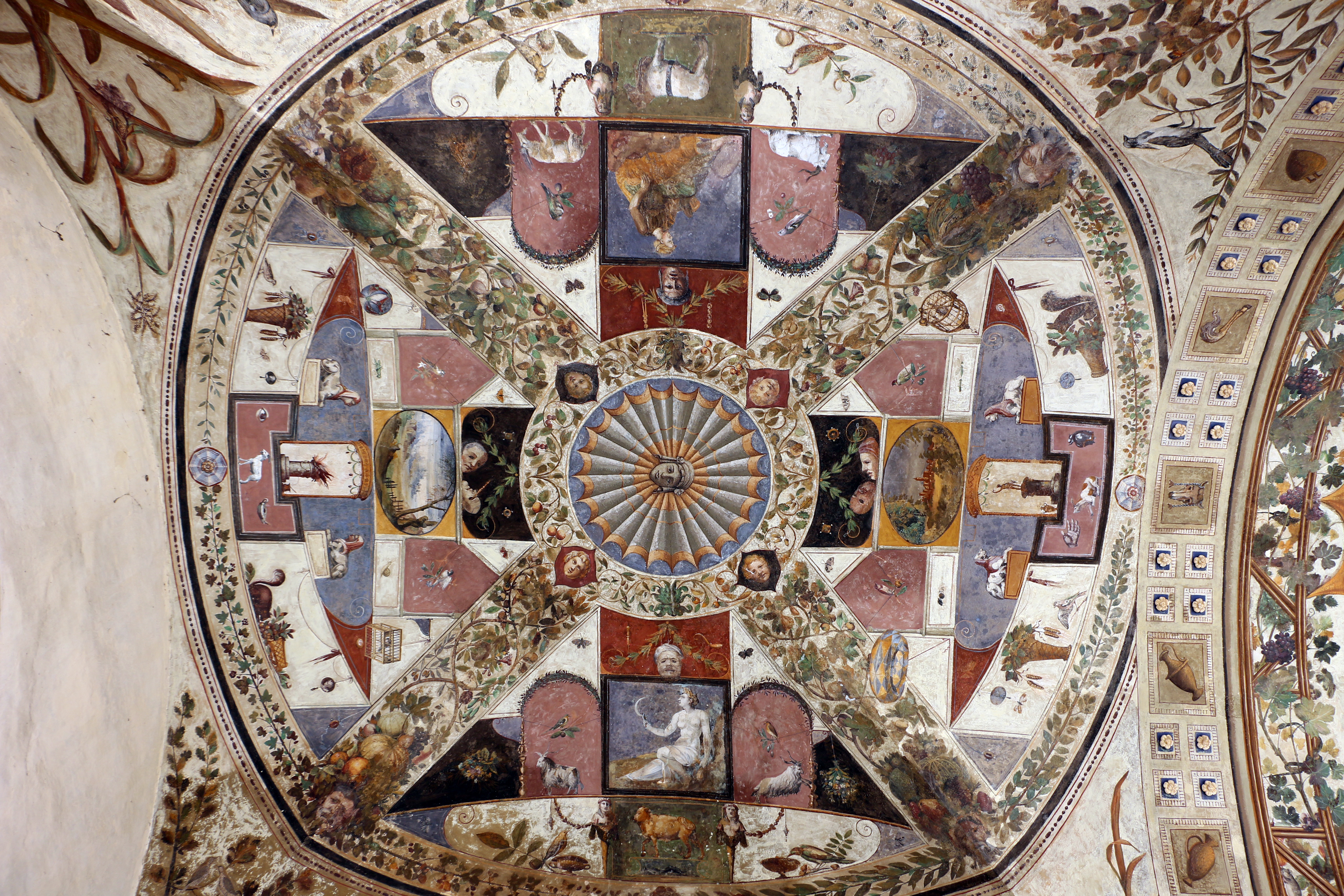
Palazzo Chigi Saracini, gewelven van de loggia’s op de binnenplaats

De Saracini familie verwierf het palazzo in 1770 en Marcantonio Saracini liet het verbouwen tot zijn huidige structuur en voorkomen. Onder meer de gevel werd vergroot en in lijn gebracht met de bocht die de straat maakt, waarbij de gotische structuur wel werd bewaard. De verbouwing duurde tot in 1824 toen Galgano, de zoon van Marcantonio, het paleis erfde. Hij bouwde een kunstcollectie uit met meer dan 12.000 stuks. Hij opende in 1806 een museum in het gebouw dat kon bezocht worden en open stond voor studenten. Het interieur van het palazzo werd vernieuwd onder de leiding van Agostino Fantastici.

### Chigi

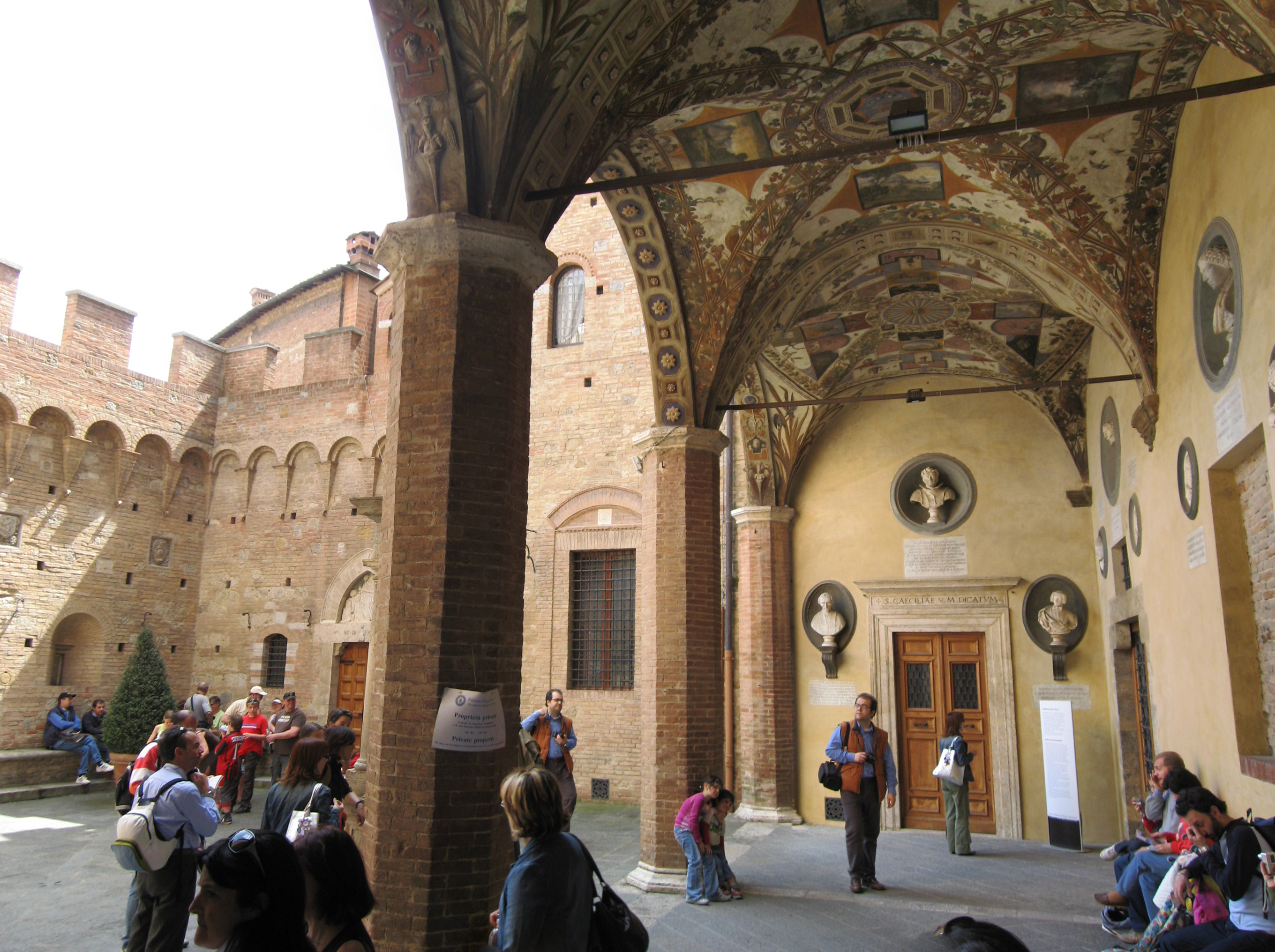
Palazzo Chigi Saracini, Loggia’s van de binnenplaats

Toen Allesandro Saracini, de laatste naamdrager van de familie, in 1877 stierf, kwam het palazzo via zijn testament in handen Fabio Chigi die, zoals testamentair bepaald, de achternaam Chigi Saracini aannam. Via hem kwam het palazzo door erfenis in het bezit van graaf Guido Chigi Saracini, de laatste bewoner van het paleis. Die liet nog een reeks verbouwingen uitvoeren onder de leiding van de architect Arturo Viligiardi. In 1932 stelde hij een deel van het gebouw ter beschikking aan de Accademia Musicale Chigiana die hij had opgericht. De Academia erfde het gebouw na het overlijden van graaf Guido.

## Kunstverzameling
De kunstverzameling wordt nog steeds bewaard in de Academia. Ze bevat een groot aantal werken van Italiaanse meesters, vooral van Sienese. Enkele van de grote namen zijn onder meer: Sassetta, Il Sodoma, Domenico Beccafumi, Sandro Botticelli, Sano di Pietro, Rutilio Manetti, Francesco Vanni. Daarnaast is er ook een belangrijke collectie van keramiek uit de zestiende tot de achttiende eeuw en ivoren en zilveren voorwerpen, naast de bijzonder rijkelijke meubilering. Het museum is toegankelijk maar uitsluitend op vrijdag en zaterdag omwille van de educationele functie van het gebouw.
- CiNii: DA0440611X
- Gemeinsame Normdatei: 4639482-5
- International Standard Name Identifier: 0000 0001 2193 4556
- Library of Congress Control Number: n86029407
- Nationale Bibliotheek van Israël: 987007388183105171
- Virtual International Authority File: 157510286